# МКС (система одиниць)
МКС — система одиниць, заснована на метрі, кілограмі та секунді. МКС увійшла як складова частина до Міжнародну систему одиниць (SI) і в даний час самостійного значення не має.

## Історія
Система запропонована 1889 року першою Генеральною конференцією з мір та ваг.
У XIX столітті серед науковців виникла потреба у визначенні узгодженої системи одиниць. Узгоджена система одиниць — це система одиниць, в якій всі одиниці безпосередньо виводяться з набору базових одиниць, без необхідності застосування будь-яких перевідних коефіцієнтів. Прикладом некогерентного набору одиниць є загальноприйняті одиниці США. 1874 року Британська асоціація розвитку науки (BAAS) запровадила систему СГС — когерентну систему, засновану на сантиметрі, грамі та секунді. Ці одиниці були незручними для електромагнітних застосувань, оскільки похідні від них електромагнітні одиниці не відповідали загальновживаним практичним одиницям, таким як Вольт, Ампер і Ом. Після Метричної конвенції 1875 року почалася робота над міжнародними прототипами кілограма і метра, які були офіційно затверджені Генеральною конференцією з мір і ваг (ГКМВ) у 1889 році, таким чином формалізувавши систему МКC, використавши кілограм і метр як базові одиниці.
У 1901 році Джованні Джорджі (1871—1950) запропонував Італійській асоціації електротехніки (Associazione elettrotecnica italiana (AEI)) використовувати систему МКС, розширену четвертою одиницею, взятою з практичних одиниць електромагнетизму, таких як вольт, ом або ампер, для створення цілісної системи, що використовує практичні одиниці. Джорджі у дещо пізнішій переглянутій формі встановив проникність абсолютного вакууму на рівні 10−7 Гн/м. Цей вибір надавав амперу того ж значення, яке він мав як практична одиниця, і фактично значення проникності вакууму реалізувалось через визначення ампера.
Цю систему активно пропагував інженер-електрик Джордж Е. Кемпбелл. Системи СГС та MКС широко використовувалися у 20-му столітті, причому система MКС переважно застосовувалася у практичних сферах, таких, як торгівля та інженерія. У 1935 році Міжнародна електротехнічна комісія (МЕК) прийняла пропозицію Джорджі як систему M.K.S. Джорджі, не уточнивши, яка електромагнітна одиниця буде четвертою базовою одиницею.
У 1939 році Консультативний комітет з електрики (ККЕ) рекомендував прийняти пропозицію Джорджі, використовуючи ампер як четверту базову одиницю. Згодом це було схвалено Комітетом Комітетів по Системі Градуювання в 1954 році. Система отримала назву МКСА або система Джорджі.
У 1950 році IEC вирішив збільшити значення проникності вакууму у 4π разів (площа поверхні сфери радіуса 1), таким чином раціоналізувавши систему МКСА. У цьому випадку вирази, що стосуються сфер, мають містити множник «4π»; ті, що стосуються котушок — «2π»; а ті, що стосуються прямих провідників, взагалі не міститимуть множника π. Отримана система РМКСА («раціоналізована система МКСА», англ. rationalized MKSA system) стала прямим предком Міжнародної системи одиниць (SI).
На основі МКСА 1960 року було прийнято Міжнародну систему одиниць SI, що базувалась на шести одиницях, у яких до метра, кілограма, секунди та ампера було додано кельвін і канделу. Моль додали як сьому базову одиницю в 1971 році. Міжнародна система одиниць (SI) на теперішній час витіснила МКС та МКСА.

## Похідні одиниці

### Механічні одиниці
| Величина   | Символ | Одиниця | Позначення | В основних одиницях МКС |
| ---------- | ------ | ------- | ---------- | ----------------------- |
| частота    | f      | герц    | Гц         | с−1                     |
| сила       | F      | ньютон  | Н          | кг⋅м⋅с−2                |
| тиск       | p      | паскаль | Па         | кг⋅м−1⋅с−2              |
| енергія    | E      | джоуль  | Дж         | кг⋅м2⋅с−2               |
| потужність | P      | ват     | Вт         | кг⋅м2⋅с−3               |

### Електромагнітні одиниці
| Quantity                  | Quantity symbol | Unit   | Unit symbol | MKSA equivalent |
| ------------------------- | --------------- | ------ | ----------- | --------------- |
| електричний заряд         | Q               | кулон  | Кл          | с⋅А             |
| електрична напруга        | U               | вольт  | В           | кг⋅м2⋅с−3⋅А−1   |
| електрична ємність        | C               | фарад  | Ф           | кг−1⋅м−2⋅с4⋅А2  |
| електричний опір          | R               | ом     | Ом          | кг⋅м2⋅с−3⋅А−2   |
| електрична провідність    | G               | сіменс | См          | кг−1⋅м−2⋅с3⋅А2  |
| магнітний потік           | ΦB              | вебер  | Вб          | кг⋅м2⋅с−2⋅А−1   |
| густина магнітного потоку | B               | тесла  | Тл          | кг⋅с−2⋅А−1      |
| індуктивність             | L               | генрі  | Гн          | кг⋅м2⋅с−2⋅А−2   |